# Kamen Rider Kiva
Kamen Rider Kiva (仮面ライダーキバ, Kamen Raidā Kiba?) là series thứ 18 của loạt phim Kamen Rider và là series Kamen Rider thứ 9 của thời kỳ Heisei, được sản xuất bởi Toei Company và Ishinomori Production. Bộ phim được chiếu trong chương trình Super Hero Time, song song với Engine Sentai Go-Onger. Bộ phim được lấy cảm hứng từ Thiên Chúa giáo, với motif ma cà rồng. Tập đầu tiên của series có phân cảnh kỷ niệm 70 năm ngày sinh của Ishinomori Shotaro, người sáng lập Ishinomori Production. 
Tại Việt Nam, bộ phim được chiếu trên kênh VTC9 - Let's Viet' với tên gọi Cuộc chiến quái vật.

## Nội dung
Bộ phim kể về Kurenai Wataru, một cậu thanh niên nhút nhát, rụt rè và sợ hãi thế giới bên ngoài. Tuy nhiên, thân phận thật sự của cậu là Kamen Rider Kiva, chiến đấu chống lại Fangire - chủng tộc quái vật với âm mưu biến loài người thành nguồn năng lượng duy trì nòi giống. Ngoài Wataru còn có tổ chức Aozora, thành lập từ năm 1986 cũng với mục tiêu ngăn chặn Fangire bằng Rider System của riêng họ - IXA. Bộ phim kể theo hai mốc thời gian là năm 1986 và năm 2008, với các sự kiện có liên kết với nhau, lý giải cho thân thế của Wataru và tại sao cậu nhận được sức mạnh của Kiva. 

## Nhân vật

### Kamen Riders
TV Series
| Kamen Rider Kiva      | Kurenai Wataru                       |
| Kamen Rider Ixa       | Jiro ►◄ Kurenai Otoya (1986)         |
| Kamen Rider Ixa       | Nago Keisuke ►◄ Eritate Kengo (2008) |
| Kamen Rider Saga      | Nobori Taiga                         |
| Kamen Rider Dark Kiva | King ► Kurenai Otoya (1986)          |
| Kamen Rider Dark Kiva | Nobori Taiga (2008)                  |

Movie:
| Kamen Rider Rey | Shiramine Takato |
| Kamen Rider Arc | Sugimura Takashi |

#### Các nhân vật của năm 2008
Kurenai Wataru (紅 渡) - Kamen Rider Kiva (仮面ライダーキバ, Kamen Raidā Kiba)
Một cậu thanh niên nhút nhát, dị ứng với thế giới, không tiếp xúc với bất cứ ai trừ cô bạn hàng xóm Shizuka, bị hàng xóm gọi là Obaketarō (お化け太郎, tạm dịch là thằng nhóc ma quỷ). Cậu sống cùng chú dơi Kivat III (キバットバットⅢ世, Kibattobatto Sansei) trong căn biệt thự mà cha của cậu, Kurenai Otoya để lại. Sau này, nhờ có quen biết Megumi và tổ chức Aozora mà cậu dần bớt nhút nhát và trở nên cởi mở hơn với mọi người. Ngoài việc làm Kiva, cậu thường dành phần lớn thời gian để cố gắng làm ra một cây đàn violin hoàn hảo như cây Bloody Rose của cha. Hồi nhỏ, Wataru có một người bạn thân là Nobori Taiga. Nhưng sau này gặp lại, cậu phát hiện Taiga chính là anh trai cùng mẹ khác cha với cậu, và là King Fangire đương nhiệm. Lúc ấy cậu mới biết bản thân là bán Fangire, con của Otoya với Maya - Queen Fangire tiền nhiệm. Mặc dù vậy, cậu vẫn chiến đấu chống lại Fangire, mặc cho việc sẽ bị Taiga căm hận. Nhưng khi Taiga bị Bishop lật đổ và truy sát, Wataru tự xưng vua để Bishop nhắm vào cậu, bảo vệ anh trai. Sau khi đánh bại Bishop, cậu trả lại ngôi vua cho Taiga, trở lại cuộc sống trước kia.
Nago Keisuke (名護 啓介) - Kamen Rider IXA (仮面ライダーイクサ, Kamen Raidā Ikusa)
Thành viên của tổ chức Aozora và là Kamen Rider IXA của thời hiện đại. Anh là một thợ săn tiền thưởng, với mỗi tên tội phạm bắt được, anh đều lấy một chiếc nút áo làm kỷ niệm. Mới đầu, Nago luôn cho rằng Kiva cũng là mối hoạ với con người như Fangire và cần bị tiêu diệt. Nhưng khi biết Kiva là Wataru, và cũng đang chống lại Fangire, Nago mới nhận ra sức mạnh của Kiva được sử dụng vào mục đích tốt và cùng Wataru chiến đấu. Trong tổ chức Aozora, Nago luôn xung khắc với Megumi, nhưng thời gian cùng chiến đấu giúp họ hiểu nhau hơn và sau cùng trở thành vợ chồng. Tuy nhiên, Megumi không phải mối tình đầu của Nago. Người đầu tiên anh "say nắng" lại là Maya - mẹ của Wataru, nữ hoàng của Fangire, vào thời điểm anh quay về quá khứ năm 1986 để thay đổi quá khứ. Dù không thể đến với nhau, Nago cũng tặng cho Maya chiếc nút áo đầu tiên mà anh lấy được làm "vật may mắn".
Asou Megumi (麻生 恵)
Một người mẫu nổi tiếng và cũng là một thành viên của tổ chức Aozora. Mẹ cô, Asou Yuri, cũng từng là thành viên của Aozora 22 năm trước. Cô cũng rất căm ghét Fangire như mẹ mình, và thừa hưởng mọi nét đẹp của mẹ, kể cả sự ngang bướng nhưng cũng rất dũng cảm của mẹ. Chính cô đã giúp Wataru chữa khỏi căn bệnh "dị ứng với thế giới" kỳ quặc của cậu, giúp cậu cởi mở với mọi người. Vũ khí chiến đấu của Megumi là khẩu súng nhỏ có thể bắn ra sợi dây xích dài. Megumi cũng muốn chiếm hữu và sử dụng IXA, nhưng khả năng chiến đấu có hạn nên cô phải để Nago làm IXA, còn bản thân trở thành phụ tá cho anh. Hai người sau này cũng về chung một nhà.
Nomura Shizuka (野村 静香)
Hàng xóm của Wataru và là bạn thân của cậu, cũng là người biết về Kivat III ngay từ đầu, dù cô không hề biết Wataru là Kiva. Cô luôn bảo vệ Wataru khỏi những rắc rối đời thường và tỏ ra ghen tị khi thấy Wataru hẹn hò với Mio và cho rằng Wataru không thích Mio nhưng vẫn đi chơi chung. Sau khi biết được tình cảm thật sự của hai người, Shizuka đã tác thành cho họ.
Eritate Kengo (襟立 健吾)
Một tay chơi guitar, từng thành lập ban nhạc rock nhưng đã tan rã. Cậu đã thuyết phục Wataru và Shizuka vào ban nhạc của mình, đồng thời bái sư Nago vì ngưỡng mộ anh. Nhưng một sự cố đã khiến cậu bị gãy tay và không thể tiếp tục chơi nhạc được nữa. Rồi cậu được Shima Mamoru - người đứng đầu tổ chức Aozora thu nhận và luyện tập trở thành thợ săn Fangire, và biến mất một khoảng thời gian. Khi xuất hiện trở lại, cậu thay thế Nago sử dụng IXA và thay đổi cách cư xử với mọi người, trở nên lạnh lùng và có phần tàn nhẫn, đặc biệt là với Wataru vì cậu cho rằng Wataru trước giờ cư xử giả tạo với mình. Sau này, Kengo bị ép phải trả lại IXA cho Nago do như lời Shima nói, cậu đã vứt bỏ bản thân để giành lấy sức mạnh, vì vậy cậu không xứng có được nó. Lời nói này đã khiến Kengo tỉnh ngộ và quay lại làm lành với mọi người.
Suzuki Mio (鈴木 深央)
Một cô gái nhút nhát, rụt rè rất giống Wataru. Khi vừa mới gặp nhau, cả cô và Wataru đều thấy rất hợp nhau. Hai người bắt chuyện và dần phải lòng nhau. Tuy nhiên, thân phận thật sự của Mio là Queen Fangire kế nhiệm, sau khi Queen đời trước là Maya bị phế truất do làm trái luật lệ. Nhiệm vụ của Queen là tiêu diệt những Fangire đem lòng yêu con người và phải kết hôn với King. Vì vậy Mio buộc phải cưới Taiga và giết Wataru, nhưng Mio không thể làm vậy vì cô rất yêu Wataru. Thậm chí cô còn xin Wataru hãy giết Taiga và lên làm vua, nhưng dĩ nhiên Wataru không thể xuống tay với anh trai mình. Cuối cùng, cô chết trong vòng tay của Wataru khi đỡ đòn cho Taiga khỏi đòn tất sát của Kiva. Nhưng cái chết của cô không phải do Wataru gây ra, mà là do bị Bishop chớp cơ hội giết chết, khiến Taiga lầm tưởng Mio bị Wataru giết, gián tiếp khích tướng Taiga quyết tiêu diệt Wataru.
Nobori Taiga (登 太牙) - Kamen Rider Saga (仮面ライダーサガ, Kamen Raidā Saga) - Kamen Rider Dark Kiva (仮面ライダーダークキバ Kamen Raidā Dāku Kiba)
Anh trai cùng mẹ khác cha với Wataru và là King Fangire đương nhiệm. Khi còn nhỏ, anh gặp Wataru khi cậu bị một đám nhóc trêu chọc và giúp cậu đuổi đám nhóc đó đi, và hai người trở thành bạn thân. Hiện tại, Taiga là chủ tịch công ty chuyên đầu tư vào các dự án giúp con người phát triển, thực chất chỉ là vỏ bọc cho thân phận và nhiệm vụ của King - tiêu diệt những kẻ đẩy mạnh quá trình tiến hóa của con người để con người luôn "hạ đẳng" hơn Fangire. Cũng giống Wataru, Taiga cũng yêu Mio và rất hạnh phúc khi nghe Mio muốn cưới mình. Dù trong lễ cưới, anh bị Mio ám sát nhưng vẫn muốn bảo vệ cô. Khi Mio bị giết, Taiga căm hận Wataru vì cho rằng em trai mình đã giết Mio. Mọi chuyện còn tệ hơn khi anh bị Bishop lật đổ và truy sát, và Wataru tự xưng là King. Anh đến gặp mẹ - Maya, ép bà phải giao Dark Kiva cho mình, quyết giành lại những gì đã mất. Nhưng khi biết Wataru xưng vua để bảo vệ mình, Taiga hợp sức với Wataru đánh bại Bishop. Khi mọi thứ đã yên bình, Taiga quay trở lại ngôi vua và thay đổi luật lệ, giúp con người và Fangire chung sống hoà bình.
Dơi Kivat III (キバットバットⅢ世, Kibattobatto Sansei)
Đời thứ ba của tộc dơi Kivat, đi theo bảo vệ cho Wataru từ khi cậu còn nhỏ theo lệnh của Maya. Kivat vừa là thiết bị biến hình, vừa là chiến hữu, vừa là bạn thân của Wataru.
Tatsulot (タツロット,Tatsurotto)
Một chú rồng màu vàng kim, giúp Kiva lên hình dạng tối thượng, Kiva Emperor.

#### Các nhân vật của năm 1986
Kurenai Otoya (紅 音也) - Kamen Rider IXA (仮面ライダーイクサ, Kamen Raidā Ikusa) - Kamen Rider Dark Kiva (仮面ライダーダークキバ Kamen Raidā Dāku Kiba)
Cha của Wataru, một tay chơi vĩ cầm tài hoa, cũng là thành viên đời đầu của tổ chức Aozora. Otoya là một tên đào hoa, ra đường là tán tỉnh vài cô một lúc mà cô nào cũng đổ, nhưng bên trong là nội tâm sâu sắc, suy nghĩ sâu xa. Anh gặp Yuri khi cô đang làm nhiệm vụ và cũng tán tỉnh cô như bao cô gái khác. Nhưng với Yuri, Otoya rất kiên trì theo đuổi và Yuri sau một thời gian cũng đem lòng yêu Otoya. Cũng vì quen biết Yuri mà anh gia nhập tổ chức Aozora và sử dụng thắt lưng Proto IXA để chiến đấu. Và cũng vì Yuri mà anh luôn xung khắc, thậm chí đến mức "một mất một còn" với Jiro - tộc nhân cuối cùng của tộc Wolfen đã bị Fangire huỷ diệt, cũng đem lòng yêu Yuri và muốn cùng cô giúp tộc Wolfen hồi sinh. Nhưng vừa gặp Maya, Otoya lập tức phải lòng cô và chính Maya cũng bị Otoya thu hút. Tuy nhiên, Maya lúc đó là Queen Fangire, và chuyện này nhanh chóng bị King phát giác. Hắn bắt Otoya để làm thức ăn nuôi sống Castle Doran và trừng phạt Maya rất tàn bạo, nhất là khi biết Maya đang mang thai đứa con của Otoya, chính là Wataru sau này. Nhưng Wataru 22 năm sau trở về quá khứ đã giải cứu cha mẹ mình. Để bảo vệ Maya và con trai, Otoya chấp nhận mạo hiểm tính mạng, sử dụng sức mạnh Dark Kiva và tiêu diệt King. Nhưng sức mạnh Kiva vốn không tương thích với con người, nên cơ thể của Otoya dần đến cực hạn. Trước khi ra đi, anh gặp Yuri lần cuối, và đề nghị Jiro, Ramon và Riki giúp đỡ con trai mình là Wataru khi trưởng thành. Cuối cùng anh ra đi trong vòng tay của Maya, để lại cho Wataru di vật là cây đàn Bloody Rose mà anh và Maya cùng nhau tạo nên. 
Asou Yuri (麻生 ゆり)
Một trong những thành viên đầu tiên của Aozora và là mẹ của Megumi. Cô rất căm thù lũ Fangire, cho rằng sự tồn tại của chúng là sai lầm của Chúa, và vì mẹ cô, Asou Akane, một trong những người chế tạo hệ thống IXA đã bị Rook giết chết. Yuri là cô gái mạnh mẽ, dũng cảm nhưng cũng rất ngang bướng và sẵn sàng "động thủ" với kẻ mà cô không ưa. Cô gặp Otoya khi đang truy bắt Fangire. Dù mới đầu, cô luôn khó chịu với Otoya, nhưng cũng xiêu lòng trước sự kiên trì của anh. Tuy nhiên người đem lòng yêu Yuri còn có cả Jiro, dẫn đến nhiều lần xung khắc giữa hắn và Otoya, và cô vẫn chọn Otoya thay vì Jiro. Chính vì vậy mà cô rất ghen tức khi Otoya đem lòng yêu Maya và tìm cách tiêu diệt Maya khi biết cô ta là Queen Fangire. Nhưng rồi Yuri nhận ra bản thân không thể giữ Otoya bên mình được mãi nên chấp nhận để anh đến với Maya, rồi oà khóc khi Otoya đến gặp mình lần cuối trước khi lìa xa cõi đời.
Dơi Kivat II (キバットバットⅡ世, Kibattobatto Nise)
Đời thứ hai của tộc dơi Kivat, cha của Kivat III và là cộng sự của King tiền nhiệm. Nhưng do không thích những hành động mà King làm với Maya, Kivat II đề nghị cho Otoya sử dụng sức mạnh Dark Kiva để tiêu diệt King, đồng thời cảnh báo sức mạnh Dark Kiva sẽ dần giết chết anh vì anh chỉ là con người. Sau khi Otoya mất, Kivat II cùng sức mạnh Dark Kiva được Maya bảo quản đến năm 2008 rồi chọn Taiga làm Dark Kiva mới.

#### Các nhân vật khác
Các nhân vật này xuất hiện ở cả hai thời điểm năm 1986 và 2008, duy có một người xuất hiện từ tương lai.
Shima Mamoru (嶋 護)
Người sáng lập tổ chức Aozora (素晴らしき青空の会, shinra tensei:))Subarashiki Aozora no Kai), cũng là người huấn luyện cho Yuri và Otoya hay bây giờ là Nago, Megumi và Kengo. Trước kia, ông thu nhận Taiga theo lời thỉnh cầu của Maya. Nhưng trong một lần dòng máu Fangire bên trong Taiga bộc phát, ông đã bị thương ở lưng. Từ đó ông luôn cho rằng con người và Fangire không thể chung sống với nhau. Nhưng sau này khi bị biến thành Fangire, Taiga đã cứu sống ông. Lúc đó ông nhận ra lòng tốt của Taiga, hiểu được nguy hiểm anh phải đối mặt và đề nghị Wataru hãy bảo vệ anh, và Wataru chọn cách tự xưng là King Fangire để bảo vệ Taiga. Ông cũng chính là người tác hợp cho Nago và Megumi.
Kido Akira (木戸 明)
Chủ quán Café mald'amour (カフェ・マル・ダムール, Kafe Maru Damūru), bạn thân của Shima và có nuôi một chú chó tên là Buruman. Ông là một số ít người đầu tiên phát hiện Wataru là con trai của Otoya. Ông còn là người hâm mộ của nhóm nhạc nữ nổi tiếng của thập niên 80 ở Nhật, Onyanko Club. 
Các Arms Monsters (アームズモンスター, Āmuzu Monsutā)
Những tộc nhân còn sót lại của các bộ tộc quái vật bị Fangire tiêu diệt. Họ đều có quan hệ với Otoya, nên trước khi mất, Otoya đã nhờ họ giúp đỡ Wataru khi trưởng thành. Họ từng bị King biến thành những món đồ trang trí trong Castle Doran và được Otoya cứu, nhưng sau đó họ vẫn ở lại Castle Doran và xuất hiện để trang bị vũ khí và giáp trụ khi Wataru kêu gọi. 
- Jiro (次狼)

Nhân dạng của Garulu (ガルル, Garuru), tộc nhân cuối cùng của tộc Wolfen (ウルフェン族, Urufen Zoku) đã bị Rook - một trong Checkmate Four tiêu diệt. Năm 1986, Jiro thường xuyên lui tới Café mald'amour do yêu thích cafe ở đây và gặp gỡ Yuri và Otoya. Chính Otoya là người đầu tiên nhìn ra thân phận thật của Jiro. Sau này, Jiro cũng gia nhập tổ chức Aozora và là người đầu tiên sử dụng thắt lưng IXA để chiến đấu. Jiro cũng đem lòng yêu Yuri như Otoya và cầu hôn cô, một phần cũng là để duy trì nòi giống tộc Wolfen, nhưng Yuri lại chọn Otoya. Sau này, Jiro bị King phong ấn trong hình dạng Garulu Saber (ガルルセイバー, Garuru Seibā) cùng với Ramon và Riki nhưng được Otoya cứu. Trước khi ra đi, Otoya nhờ cậy họ giúp đỡ Wataru khi cậu trưởng thành. Năm 2008, Jiro thường được triệu hồi dưới hình dạng Garulu Saber, giúp Kiva trở thành Kiva Garulu Form (ガルルフォーム, Garuru Fōmu). Ngoài ra Jiro còn giúp Nago và Wataru quay về quá khứ để cứu Otoya.
- Ramon (ラモン)

Nhân dạng của Basshaa (バッシャー, Basshā), tộc nhân cuối cùng của tộc Merman (マーマン族, Māman Zoku). Năm 1986, Ramon làm massage chui để che giấu thân phận. Khi bị đuổi, cậu cùng Riki đến làm việc ở Café mald'amour, khi Jiro rời khỏi thành phố thì đi bán kakigori. Giống Jiro, cậu cũng bị King phong ấn trong hình dạng Basshaa Magnum (バッシャーマグナム, Basshā Magunamu). Nắm 2008, cậu được Kiva triệu hồi dưới dạng Basshaa Magnum để trở thành Kiva Basshaa Form (バッシャーフォーム, Basshā Fōmu).
- Riki (力（リキ))

Nhân dạng của Dogga (ドッガ), tộc nhân cuối cùng của tộc Franken (フランケン族, Furanken Zoku). Không hoạt ngôn như Jiro hay Ramon, Riki rất ít nói và nói rất chậm. Riki sống cùng Ramon và cũng đến Café mald'amour làm việc. Tại đây, Riki đem lòng yêu Yuri sau khi ăn đồ ăn do cô nấu. Khi Jiro rời đi, Riki cùng Ramon đi bán kakigori và cũng bị King phong ấn trong hình dạng Dogga Hammer (ドッガハンマー, Dogga Hanmā). Năm 2008, Riki được Kiva triệu hồi dưới dạng Dogga Hammer để trở thành Kiva Dogga Form (ドッガフォーム, Dogga Fōmu).
Kurenai Masao (紅 正夫)
Con trai của Wataru từ tương lai 22 năm sau. Cậu giống ông nội Otoya đến mức khiến Wataru và nhóm Jiro rất ngạc nhiên khi xuất hiện trong lễ cưới của Nago và Megumi. Masao quay về quá khứ tìm Wataru để nhờ cha mình cùng ngăn chặn Neo-Fangire (ネオファンガイア, Neo Fangaia) cùng từ tương lai quay về phá hoại hiện tại. Masao cũng có thể biến thành Kiva nhờ dơi Kivat IV (キバットバットⅣ世, Kibattobatto Yonsei), con của Kivat III.

### Fangire
Chủng tộc quái vật với âm mưu biến con người thành thức ăn cho chúng. Đứng đầu Fangire là Checkmate Four bao gồm: King, Queen, Bishop và Rook. Năm 2008, vị trí của King thuộc về Taiga, còn Mio được chọn trở thành Queen.
King (キング, Kingu) - Kamen Rider Dark Kiva (仮面ライダーダークキバ Kamen Raidā Dāku Kiba)
Cha của Taiga, sử dụng sức mạnh Dark Kiva và là kẻ thống trị Fangire đời trước. Hắn là một vị vua tàn bạo và sẵn sàng xuống tay với bất cứ ai chống đối, kể cả Queen, cũng là vợ hắn, Maya. Khi biết Maya qua lại với Otoya, hắn bắt anh về làm thức ăn nuôi sống Castle Doran, khiến Maya và Yuri phải hợp tác để cứu Otoya, cùng sự trợ giúp của Wataru đang quay về quá khứ. Chính hắn đã phong ấn Jiro, Ramon và Riki thành món đồ trang trí trong Castle Doran. Nhưng cũng vì sự tàn bạo của mình mà hắn bị Kivat II quay lưng và mất đi sức mạnh Dark Kiva. Sau đó hắn còn bị Otoya và Wataru tiêu diệt.
Maya (真夜)
Queen Fangire đời trước và là mẹ của Taiga và Wataru. Maya đã sống hàng trăm năm, từng được Antonio Vivaldi nhận làm học trò. Kể từ đó cô đem lòng yêu thích nghệ thuật của loài người. Sau khi Vivaldi mất, cô không tìm được ai giống như ông cho đến khi gặp Otoya, và hai người lập tức phải lòng nhau. Dù trái với luật lệ của Fangire, Maya vẫn đem lòng yêu Otoya, cùng anh tạo ra cây vĩ cầm Bloody Rose và có với nhau một đứa con trai, chính là Wataru. Nhưng chính điều này khiến cô bị phế truất và bị các Fangire truy sát, chỉ Kivat II vẫn trung thành với cô. Sau khi King bị tiêu diệt, cũng là lúc Otoya ra đi, cô đã ở bên Otoya đến tận giây phút cuối cùng. Sau đó, cô gửi Taiga cho Shima nuôi nấng, còn Wataru được cô về căn nhà của Otoya, để Kivat III ở lại chăm sóc, làm bạn và bảo vệ cậu rồi biến mất, mang theo cả sức mạnh Dark Kiva bảo quản bên mình. Năm 2008, chỉ có Bishop biết được nơi ở của cô, rồi cả Taiga và Wataru cũng biết nơi ở của mẹ. Cũng nhờ Maya mà hai anh em hoá giải mọi hiềm khích và hiểu lầm, mở ra thời kỳ chung sống hoà bình giữa con người và Fangire.
Rook (ルーク, Rūku)
Thành viên của Checkmate Four. Do luôn chán chường nên hắn tự tạo ra trò chơi cho mình và có giới hạn thời gian. Nếu hoàn thành trò chơi đúng hạn, hắn sẽ tự thưởng cho mình một cốc parfait, còn nếu thất bại, hắn sẽ tự trừng phạt mình bằng một dòng điện chạy qua người (dòng điện này đủ sức khiến một người khỏe mạnh chết ngay tức khắc). Năm 1986, hắn bị Yuri đánh bại nhưng không chết mà chỉ bị thương ở vai và ngủ say suốt 22 năm. Năm 2008, hắn thức tỉnh và không nhớ gì về bản thân. Wataru và Shizuka đã cứu hắn khi hắn sắp bị dòng suối cuốn đi và đặt cho hắn cái tên Dai-chan (大ちゃん). Tuy nhiên, không lâu sau Dai-chan lại thức tỉnh trở thành Rook, và sau 22 năm, hắn bị Megumi, con gái của Yuri tiêu diệt. 
Bishop (ビショップ, Bishoppu)
Thành viên của Checkmate Four, có nhiệm vụ quản lý mọi chuyện trong tộc, kể cả những luật lệ lâu đời. Năm 1986, hắn là cánh tay phải đắc lực của King. Ngoài công việc của bản thân, hắn còn báo cáo hành tung của Maya cho King. Năm 2008, hắn cố gắng tiêu diệt Wataru khi biết cậu là Kiva và có thể sẽ là mối nguy cho Fangire, dù Wataru là em trai của Taiga - King mà hắn đang phục vụ. Hắn thậm chí còn giết chết Mio để Taiga có quyết tâm tiêu diệt Wataru. Nhưng khi mọi sự vỡ lở, hắn liền bị Taiga đuổi đi. Từ đó, hắn đem lòng thù hận Taiga, tích tụ năng lượng sống của con người để hồi sinh một vị vua khác, quay lại phế truất Taiga và truy sát anh. Sau này hắn bị Nago đánh bại. Nhưng trước khi chết, hắn dồn chút sức lực còn lại hoà làm một với King do hắn tạo ra và quay lại gây chiến với Taiga và Wataru, nhưng rồi vẫn bị tiêu diệt.

## Danh sách tập phim
1. Định mệnh: Thức tỉnh! (運命・ウェイクアップ, Unmei: Weiku Appu!).
2. Dàn nhạc: Violin của hai cha con (組曲・親子のバイオリン, Kumikyoku: Oyako no Baiorin).
3. Anh hùng: Thợ săn hoàn mỹ (英雄・パーフェクトハンター, Eiyū: Pāfekuto Hantā).
4. Ảo tưởng: Màu lam hoang dại (夢想・ワイルドブルー, Musō: Wairudo Burū).
5. Trận đấu: Kẻ nghe lén (二重奏・ストーカーパニック, Nijūsō: Sutōkā Panikku).
6. Lặp lại: Bên trong mỗi người đều có âm nhạc (リプレイ・人間はみんな音楽, Ripurei: Ningen wa Minna Ongaku).
7. Tán dương: Ba ngôi sao tỏa sáng dưới màn đêm (讃歌・三ツ星闇のフルコース, Sanka: Mitsuboshi Yami no Furukōsu).
8. Linh hồn: Lâu đài rồng thức tỉnh (ソウル・ドラゴン城、怒る, Sōru: Doragon-jō, Ikaru).
9. Âm vang: IXA Fist On (交響・イクサ・フィストオン, Kōkyō: Ikusa, Fisuto On).
10. Điệu nhảy của thanh kiếm: Giai điệu của thủy tinh (剣の舞・硝子のメロデ, Tsurugi no Mai: Garasu no Merodi).
11. Phiêu bạt: Cánh cửa của sự hy vọng (ローリングストーン・夢の扉, Rōringu Sutōn: Yume no Tobira).
12. Buổi biểu diễn đầu tiên: Tốc độ vàng (初ライブ・黄金のスピード, Hatsu Raibu: Ōgon no Supīdo).
13. Chưa hoàn thành: Trận chiến của người cha (未完成・ダディ・ファイト, Mikansei: Dadi Faito)
14. Sự oai nghiêm: Đôi mắt ánh tím đầy căm phẫn (威風堂々・雷撃パープルアイ, Ifū Dōdō: Raigeki Pāpuru Ai).
15. Tái sinh: Checkmate Four (復活・チェックメイトフォー, Fukkatsu: Chekkumeito Fō).
16. Người chơi: Luật lệ tà ác (プレイヤー・非情のルール, Pureiyā: Hijō no Rūru).
17. Bài học: Con đường của bản thân tôi (レッスン・マイウェイ, Ressun: Mai Wei).
18. Bộ tứ: Hãy lắng nghe giọng nói vang trong tim mình (カルテット・心の声を聴け, Karutetto: Kokoro no Koe o Kike).
19. Sự hòa hợp: Giông tố kéo đến (フュージョン・オーラの嵐, Fyūjon: Ōra no Arashi).
20. Dạ khúc: Cứu tinh của tình yêu (夜想曲・愛の救世主, Yasōkyoku: Ai no Kyūseishu).
21. Hoang tưởng: Chiếc nhẫn bằng chì (ラプソディー・指輪の行方, Rapusodī: Yubiwa no Yukue).
22. Khúc dạo đầu: Định mệnh giao nhau (序曲・運命の交差点, Jokyoku: Unmei no Kōsaten).
23. Biến tấu: Không ngừng chạy trốn (変奏曲・永遠の逃亡者, Hensōkyoku: Eien no Tōbōsha).
24. Hoàng Đế: Cơn sốt vàng kim (皇帝・ゴールデンフィーバー, Kōtei: Gōruden Fībā).
25. Phô trương: Nữ hoàng thức tỉnh (ファンファーレ・女王の目醒め, Fanfāre: Joō no Mezame).
26. Hòa nhịp nhạc: Ký ức màu nhiệm (メトロノーム・記憶のキセキ, Metoronōmu: Kioku no Kiseki).
27. Thập niên 80: Rising Blue nổi giận (リクエスト・時を変える戦い), Eitīzu: Ikareru Raijingu Burū).
28. Lời đề nghị: Chiến đấu để thay đổi tương lai (リクエスト・時を変える戦い, Rikuesuto: Toki o Kaeru Tatakai).
29. Cuộc hành quân của những vị thánh thần: Ta chính là vua (聖者の行進・我こそキング, Seija no Kōshin: Ware koso Kingu).
30. Mở đầu: Thân phận thật của Kiva (開演・キバの正体, Kaien: Kiba no Shōtai).
31. Tiếng tung hô: Vì mẹ mà biến thân (喝采・母に捧げる変身, Haha ni Sasageru Henshin).
32. Tân Thế Giới: Một Kiva khác (新世界・もう一人のキバ, Shinsekai: Mō Hitori no Kiba).
33. Siêu thanh: Trận chiến của Saga (スーパーソニック・闘いのサガ, Sūpāsonikku: Tatakai no Saga).
34. Tiếng ồn: Giai điệu hủy diệt (ノイズ・破壊の旋律, Noizu: Hakai no Senritsu).
35. Sự chuẩn bị mới: Cánh hoa hồng bay (ニューアレンジ･飛翔のバラ, Nyū Arenji: Hishō no Bara).
36. Cuộc cách mạng: Thanh kiếm huyền thoại (革命・ソードレジェンド, Kakumei: Sōdo Rejendo).
37. Mối quan hệ tay ba: King bị hạ bệ (トライアングル・キングが斬る, Toraianguru: Kingu ga Kiru).
38. Erlkönig: Mẹ con tái ngộ (魔王・母と子の再会, Maō: Haha to Ko no Saikai) (Chú thích: Erlkönig hay Chúa Rừng là một bài thơ của nhà thơ người Đức Johann Wolfgang von Goethe, sau này được nhà soạn nhạc người Áo Franz Schubert phổ nhạc).
39. Tiếng hét: Anh em là mục tiêu (シャウト・狙われた兄弟, Nerawareta Kyōdai).
40. Tái hiện: IXA bùng nổ trong tay Nago (アンコール・名護イクサ爆現, Ankōru: Nago Ikusa Bakugen).
41. Bài hát ru: Giải phóng con tim mình (ララバイ・心を解き放て, Rarabai: Kokoro o Tokihanate).
42. Sức mạnh tình yêu: King phẫn nộ (パワー・オブ・ラブ・王の怒り, Pawā Obu Rabu: Ō no Ikari).
43. Lễ cưới: Giờ phút chia ly (結婚行進曲・別れの時, Kekkon Kōshinkyoku: Wakare no Toki).
44. Vô dụng: Về gặp cha (パンク・バックトゥ・ファーザー, Panku: Bakkutu Fāzā).
45. Cùng cha: Lần biến thân cuối (ウィズユー・最後の変身, Wizuyū: Saigo no Henshin).
46. Điểm dừng cuối: Vĩnh biệt, Otoya (終止符・さらば音也, Shūshifu: Saraba Otoya).
47. Phá bỏ xiềng xích: Phục tùng ta đi! (ブレイク・ザ・チェーン・我に従え!, Bureiku za Chēn: Ware ni Shitagae!)
48. Kết cục: Người thừa kế Kiva (フィナーレ・キバを継ぐ者, Fināre: Kiba o Tsugu Mono).

## Diễn viên
- Kurenai Wataru (紅 渡): Seto Koji (瀬戸 康史)
- Nago Keisuke (名護 啓介): Kato Keisuke (加藤 慶祐)
- Asou Megumi (麻生 恵): Yanagisawa Nana (柳沢 なな)
- Eritate Kengo (襟立 健吾): Kumai Kouhei (熊井 幸平)
- Nomura Shizuka (野村 静香): Koike Rina (小池 里奈)
- Kurenai Otoya (紅 音也): Takeda Kouhei (武田 航平)
- Asou Yuri (麻生 ゆり): Takahashi Yu (高橋 優)
- Shima Mamoru (嶋 護): Kanayama Tatsuhiko (金山 一彦)
- Kido Akira (木戸 明): Kinoshita Houka (木下 ほうか)
- Nobori Taiga (登 太牙): Yamamoto Shouma (山本 匠馬)
- Suzuki Mio (鈴木 深央): Haga Yuria (芳賀 優里亜)
- Jiro (次狼): Matsuda Kenji (松田 賢二)
- Ramon (ラモン): Ogoe Yuuki (小越 勇輝)
- Riki (力): Takigawa Eiji (滝川 英治)
- Maya (真夜): Kagami Saki (加賀美 早紀)
- Rook (ルーク): Takahara Tomohide (高原 知秀)
- Bishop (ビショップ): Murata Mitsu (村田 充)
- Dơi Kivat đệ nhị (キバットバットⅡ世), dơi Kivat đệ tam (キバットバットⅢ世): Sugita Tomokazu (杉田 智和) (lồng tiếng)
- Tatsulot (タツロット): Ishida Akira (石田 彰) (lồng tiếng).